# Gmina Pult
Gmina Pult (alb. Komuna Pult) – gmina w Albanii, położona w północno-zachodniej części kraju. Administracyjnie należy do okręgu Szkodra w obwodzie Szkodra. W 2012 roku populacja wynosiła 3561 mieszkańców. W skład gminy wchodzi siedem wsi: Pog, Kir (Albania), Gjuraj, Plan (Albania), Xhan, Brucaj, Mgull.